# Amtsgericht Bad Sobernheim

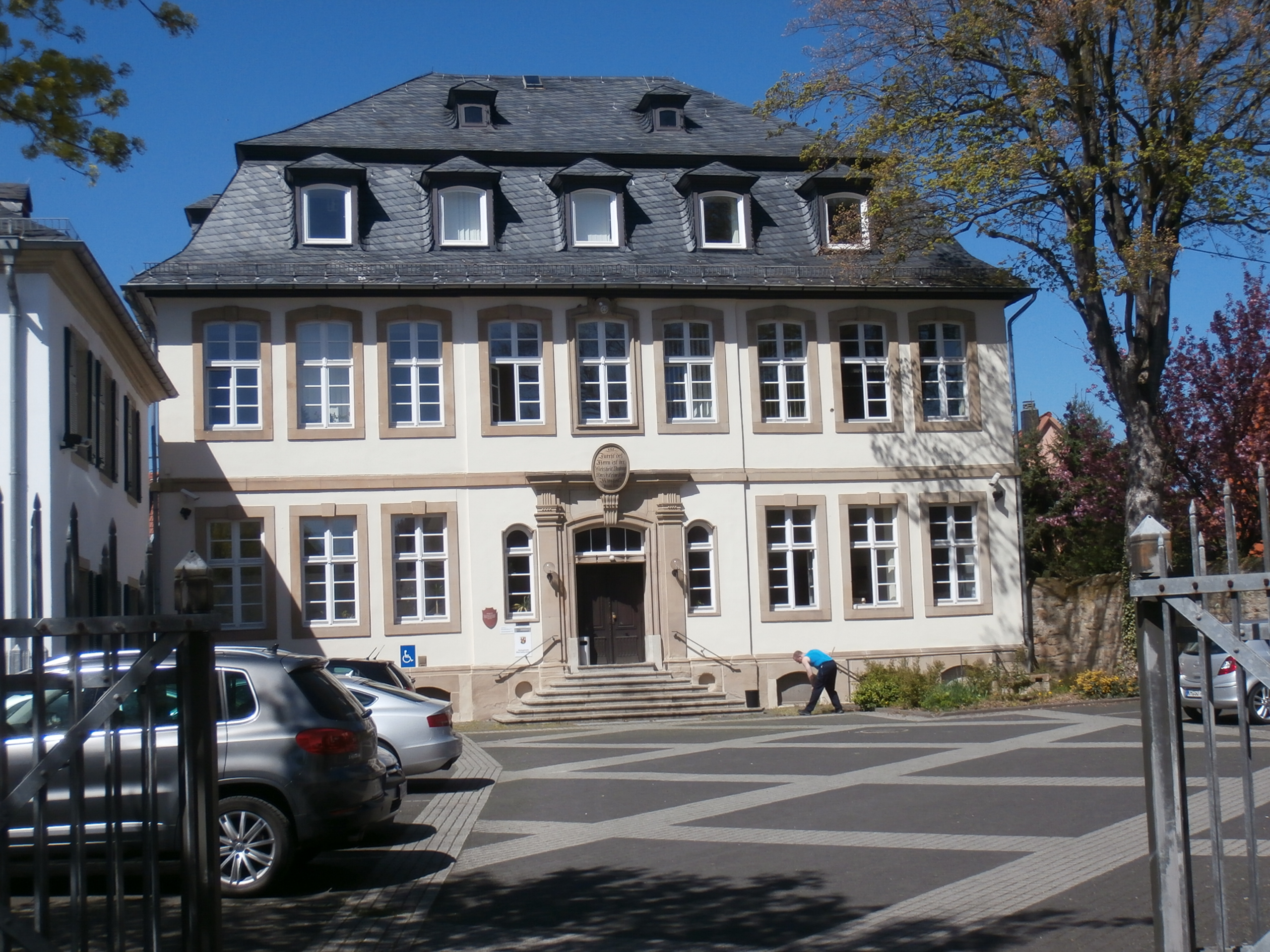
Amtsgericht Bad Sobernheim

Das Amtsgericht Bad Sobernheim ist ein Gericht der ordentlichen Gerichtsbarkeit in Rheinland-Pfalz mit Sitz in Bad Sobernheim.

## Gerichtssitz und -bezirk
Das Gericht hat seinen Sitz in Bad Sobernheim. Es gehört zum Landgerichtsbezirk Landgericht Bad Kreuznach.

## Gebäude
Das Gerichtsgebäude befindet sich in der Gymnasialstraße 11 in Bad Sobernheim.

## Mitarbeiter
Gegenwärtig sind am Amtsgericht Bad Sobernheim ca. 24 und Mitarbeiter beschäftigt.

## Zuständigkeit
Das Amtsgericht ist für alle Angelegenheiten zuständig, die bei einem Amtsgericht anhängig gemacht werden können und ist damit zugleich Zivilgericht, Familiengericht, Grundbuchamt, Betreuungsgericht, Mahngericht und Nachlassgericht.

## Übergeordnete Gerichte
Dem Amtsgericht Bad Sobernheim ist das Landgericht Bad Kreuznach übergeordnet. Zuständiges Oberlandesgericht ist das Oberlandesgericht Koblenz.